# 線角鮃
線角鮃為輻鰭魚綱鰈形目鰈亞目鮃科的其中一種，為熱帶海水魚，分布於印度太平洋區，從南非至夏威夷群島海域，棲息深度3-57公尺，體長可達10.4公分，棲息在礫石底質的礁石區，生活習性不明。